# Boguraburabu
Boguraburabu är en holme i Marshallöarna.   Den ligger i kommunen Likiep, i den nordvästra delen av Marshallöarna, 400 km nordväst om huvudstaden Majuro. Boguraburabu ligger 8 meter över havet.
Terrängen på Boguraburabu är varierad.